# یونگیناسانان
یونگیناسانان (نام علمی: Younginiformes) نام یک بالاخانواده از کلاد دوکاوان است.